# Adriane Galisteu
Adriane Galisteu Iódice (São Paulo, 18 de abril de 1973) es una presentadora, actriz y modelo brasileña.

## Biografía
Hija de Alberto Galisteu (1935-1989) y Emma Kelemen, Adriane nació y vivió hasta los 18 años en Lapa, barrio paulistano.
Los abuelos de su padre, José Galisteu y María Muñoz, eran españoles y llegaron a Brasil en 1899 en la embarcación Les Alpes, proveniente de Málaga. Por parte materna, la presentadora tiene ascendencia húngara.
La presentadora tuvo una infancia difícil, pues su padre era alcohólico y tal vicio debilitó su salud, culminando en un infarto fulminante en 1989. En la época, Adriane tenía apenas quince años y necesitó comenzar a trabajar en el comercio para ayudar en el sustento de su madre y de su hermano, Alberto Galisteu Filho, portador del virus del SIDA en virtud del uso de drogas, y que moriría en 1996. 

## Carrera

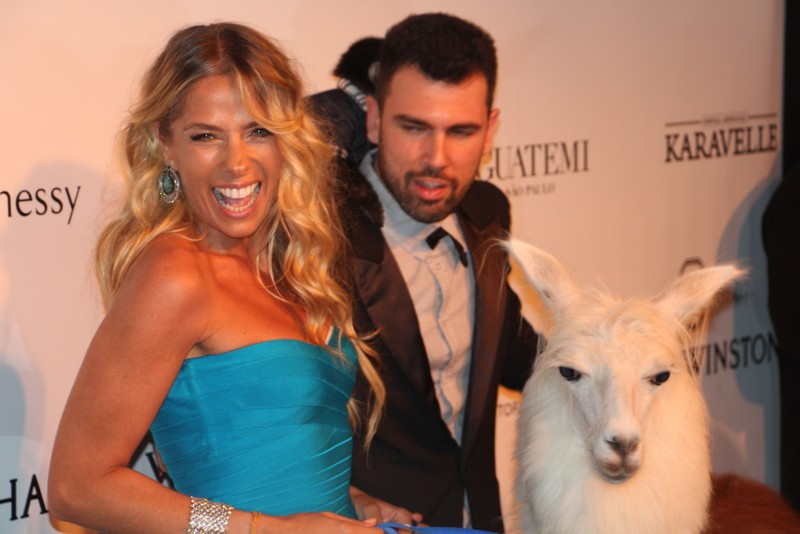
Adriane en evento en el Iguatemi São Paulo, en 2015.

Adriane inició su carrera de modelo a los nueve años, haciendo un anuncio de la red de restaurantes McDonald's, y cuando adolescente, en 1987, participó en el conjunto Meia Socket, un grupo en el mismo estilo de Las Melindrosas. En 1993, Adriane participó, como modelo, del videoclip de la banda de dance / latin pop El Símbolo, en la canción ·No te preocupes mal". Fue una de las canciones más ejecutadas en las radios y pistas de Argentina, Brasil y España ese año. Adriane posó para la edición brasileña de la revista Playboy de agosto de 1995 y desde entonces ha seguido carrera en la televisión, ganando espacio como presentadora, y en el mismo año lanzó el libro El Camino de las Mariposas, donde narra el período de su relación con Ayrton Senna. 
Su carrera en la TV abierta se inició en la CNT en 1995, en el programa Punto G. En el caso de que no se conozca el nombre de la banda, En el año 2000, Galisteu se trasladó a la Red Record donde comandó el Es Show. En el año 2008, Galisteu dejaba el SBT, trasladándose a la Red Bandeirantes, donde presentó el Sexto. 
En 2011, comandó el reality Project Fashion y presentó diariamente el programa extinto Mucho +, en la misma emisora. De regreso a la Record en 2013, presentó la reina del programa Domingo de la Gente. En 2016 va a asumir interinamente el programa Face a Face en BandNews TV en lugar de João Dória Junior. En julio de 2016 firmó contrato con Fox Sports, en el que presenta la Buena Noche Fox. 
Galisteu desarrolla también una carrera como actriz, habiendo estrenado en la novela Xica da Silva, de la Red Manchete, en 1996. Sin embargo, aunque su actuación en la tele no ha atraído al público, eso se dio básicamente por las escenas de desnudez que el director Walter Avancini a menudo incluía. Cuando la obra fue repelida, años más tarde, Galisteu declaró que no la asistía, pues tenía horror a la novela, aunque reconoció que ella era importante para hacerla famosa. Se estrenó en el teatro en 1999, con la pieza Dios le Pague, bajo la dirección de Bibi Ferreira. A continuación, participó en el Día de las Madres. En el cine, actuó en las películas de la Cosa de la Mujer y si me fuera. 2. En 2016 estrenó su propio programa en YouTube, titulado Galisteu sin filtro.

## Filmografía

### Televisión
| Año             | Nombre                         | Papel                  |
| --------------- | ------------------------------ | ---------------------- |
| 1998 - 1999     | Quiz MTV                       | Presentadora           |
| 1999 - 2000     | Superpop                       | Presentadora           |
| 2000 - 2004     | É Show                         | Presentadora           |
| 2003            | Record 50 Anos                 | Presentadora           |
| 2004 - 2008     | Charme                         | Presentadora           |
| 2005            | Fora do Ar                     | Presentadora           |
| 2009 - 2010     | Toda Sexta                     | Presentadora           |
| 2011            | Projeto Fashion                | Presentadora / Mentora |
| 2012            | Band Folia                     | Presentadora           |
| 2012            | Muito+                         | Presentadora           |
| 2013            | Paixões Perigosas              | Presentadora           |
| 2013 - 2014     | Domingo da Gente               | Presentadora especial  |
| 2014            | Quem Quer Casar com Meu Filho? | Presentadora           |
| 2014            | Dormindo Com Meu Estilista     | Presentadora           |
| 2015 - 2016     | Papo de Cozinha                | Presentadora           |
| 2016            | Boa Noite Fox                  | Presentadora           |
| 2016            | Fox Emotion                    | Presentadora           |
| 2016 - presente | Face a Face                    | Presentadora           |
| 2017            | Dança dos Famosos              | Participante           |
| 2018            | Papo de Segunda Verão          | Presentadora especial  |
| 2018            | TVZ Verão                      | Presentadora especial  |
| 2021-2022       | Power Couple                   | Presentadora           |
| 2021-           | A Fazenda                      | Presentadora           |

| Año     | Nombre                 | Papel                | Notas                           |
| ------- | ---------------------- | -------------------- | ------------------------------- |
| 1995    | Ponto G                | Presentadora         |                                 |
| 1996    | Antônio Alves, Taxista | Célia                | Episódio: "6–8 de maio de 1996" |
| 1996    | Xica da Silva          | Clara Caldeira Brant | Participación especial          |
| 1997    | Sai de Baixo           | Clone do Caco        | Episódio: "Se Clonar, Clonou"   |
| 2018-19 | O Tempo Não Para       | Zelda Lacocque       | Antagonista                     |

### Web
| Año           | Nombre              | Papel        |
| ------------- | ------------------- | ------------ |
| 2016–presente | Galisteu Sin Filtro | Presentadora |

### Cinema
| Año  | Nombre             | Papel     | Notas        |
| ---- | ------------------ | --------- | ------------ |
| 2005 | Coisa de Mulher    | Mayara    |              |
| 2009 | Se Eu Fosse Você 2 | Marina    |              |
| 2010 | Senna              | Ela mesma | Documentário |

## Teatro
| Año     | Nombre                         | Papel           |
| ------- | ------------------------------ | --------------- |
| 1999    | Deus lhe Pague                 | Nancy           |
| 2001    | Dia das Mães                   | Leslie          |
| 2006    | Nunca se Sábado                | Ísis            |
| 2006    | O Rim                          | Rosário         |
| 2007    | Às Favas com os Escrúpulos     | Brenda          |
| 2009–11 | Um Casal Aberto, Ma Non Troppo | Antônia         |
| 2012    | Uma Mulher do Outro Mundo      | Elvira          |
| 2013    | Três Dias de Chuva             | Anna            |
| 2015    | Mulheres Alteradas             | Selma           |
| 2016–17 | Troilo e Créssida              | Helena de Tróia |
| 2017    | A Bela Adormecida              | Malévola        |

## Radio
| Año           | Nombre         | Papel        | Notas       |
| ------------- | -------------- | ------------ | ----------- |
| 1996–99       | Torpedo        | Presentadora | Jovem Pan   |
| 2017–presente | Papo de Almoço | Presentadora | Rádio Globo |

- Datos: Q2080462
- Multimedia: Adriane Galisteu / Q2080462